# Tandem Trike

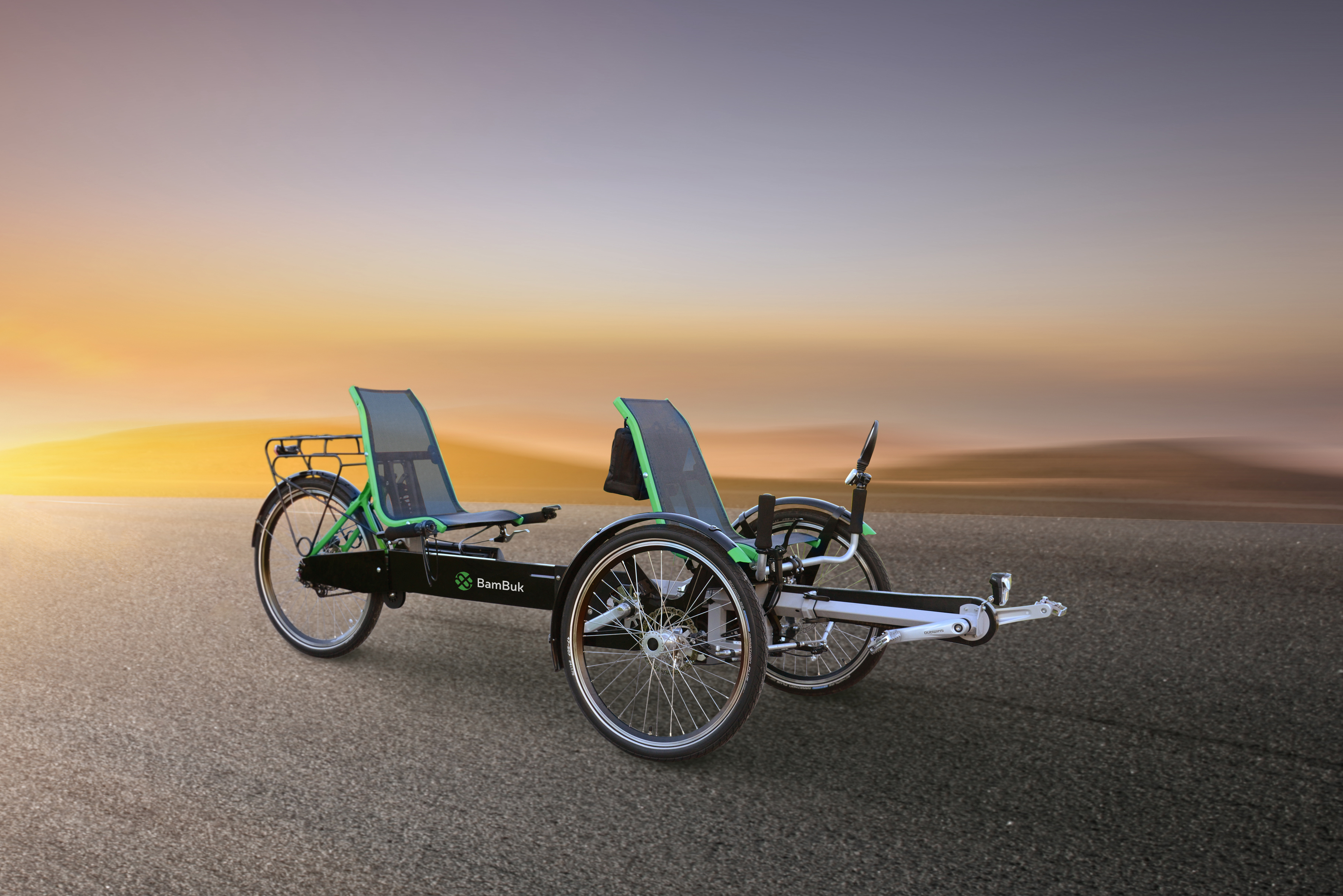
Tandem Trike BamBuk

Ein Tandem Trike ist ein Dreirad für zwei oder mehrere Personen, die es gemeinsam bewegen. Dies unterscheidet ein Tandem Trike von einem klassischen Fahrradtaxi, wo es eine klare Trennung zwischen dem Fahrer und den Passagieren gibt. Wenn ein Tandem Trike ein Dach oder Gehäuse hat, kann es als Velomobil betrachtet werden. 

## Produzenten
Zum Jahr 2017 produzierten die folgenden Unternehmen Tandem Trikes in Kleinserien:
- Bambuk (Deutschland)[1]
- Draisin GmbH (Deutschland)[2][3]
- Greenspeed (Australien)[4]
- Haverich (Deutschland)[5]
- Huka Bikes (Niederlande)[6]
- Nijland Cycling (Niederlande)[7]
- PF Mobilität ApS (Dänemark)[8]
- Van Raam (Niederlande)[9]
- Worksman Cycles (USA)[10]
- Wulfhorst (Deutschland)[11]

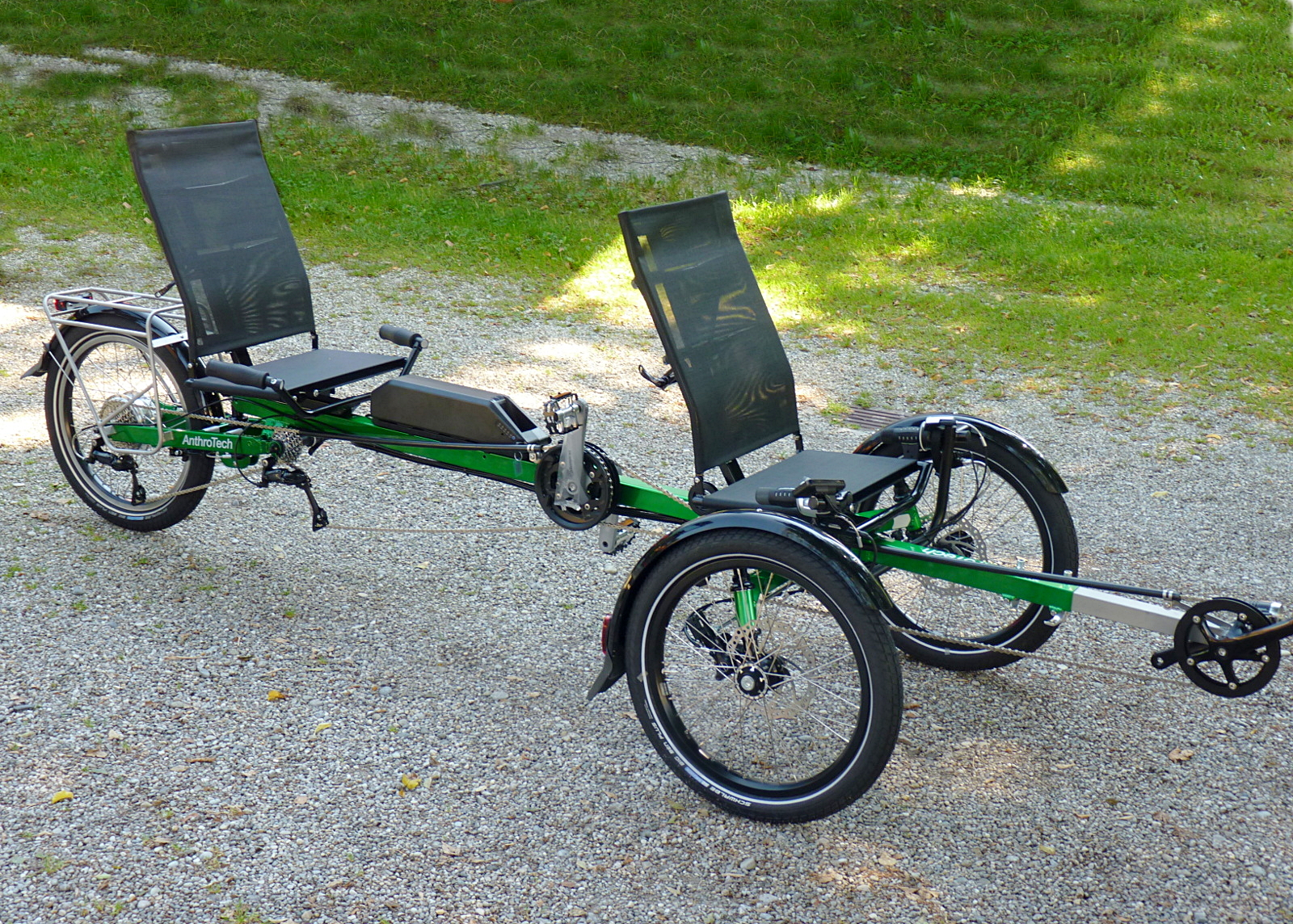
AnthroTech Liegeradtandem
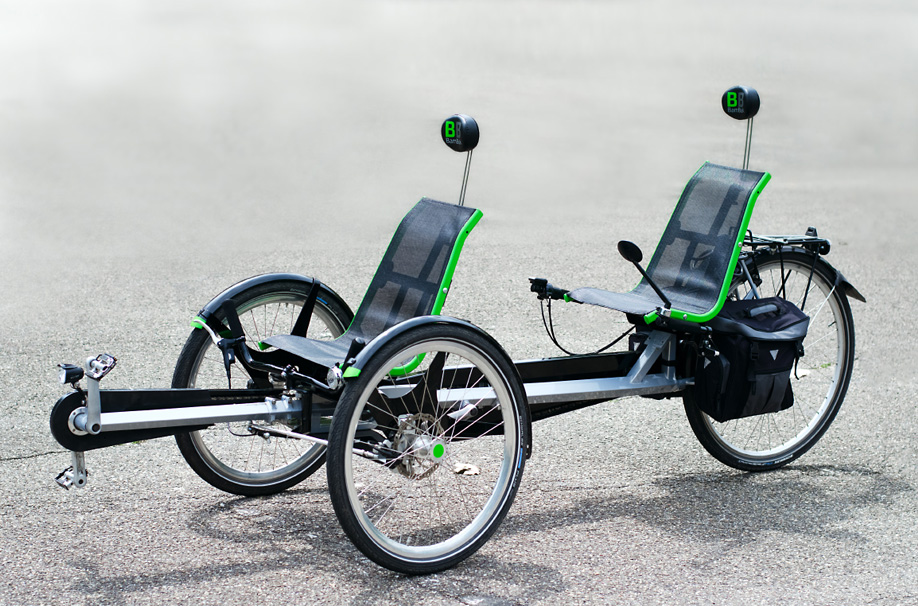
Tandem Trike BamBuk mit den Kopfstützen
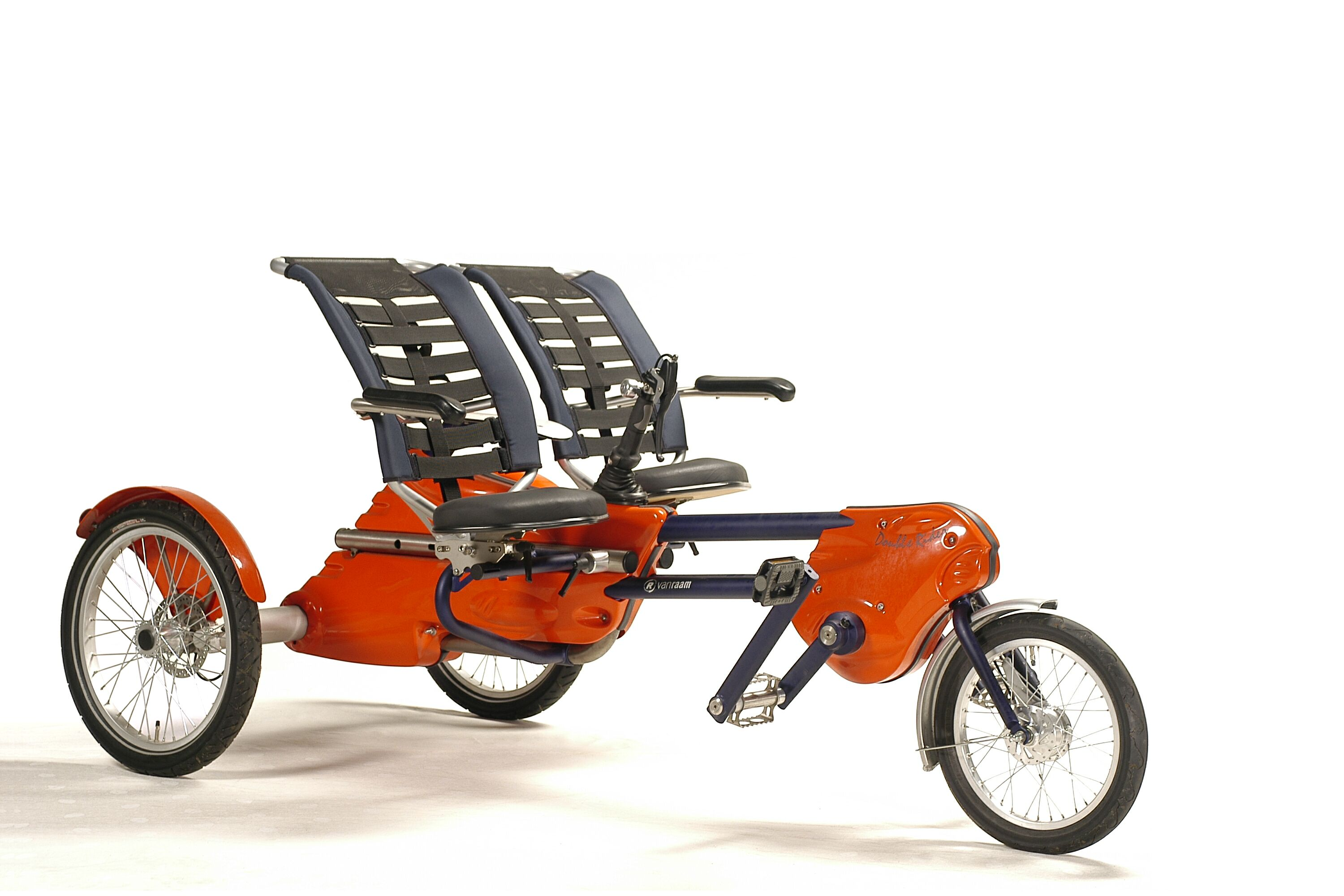
Tandem Trike Double rider by Van Raam
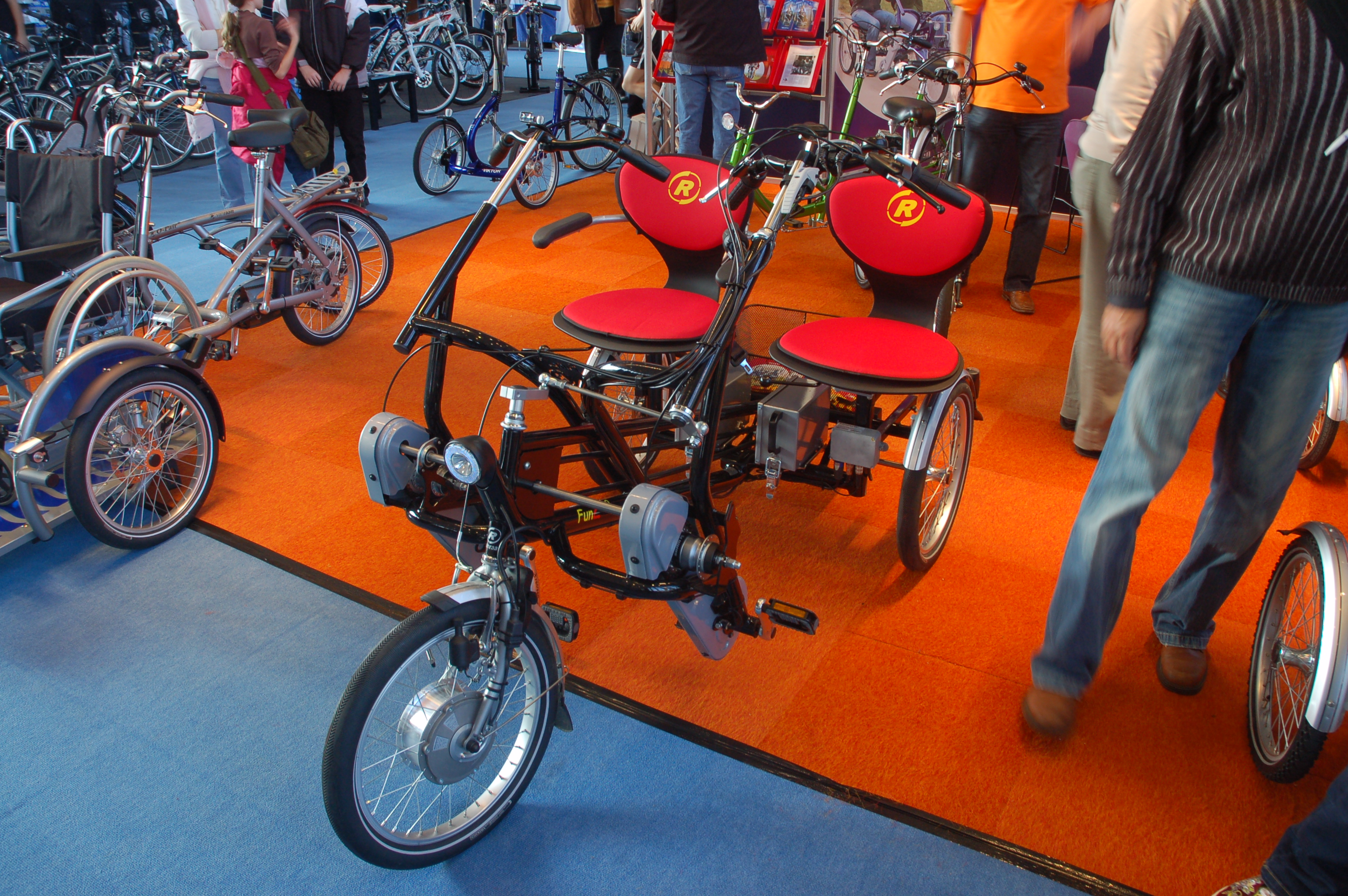
Tandem Trike Fun2Go von Van Raam
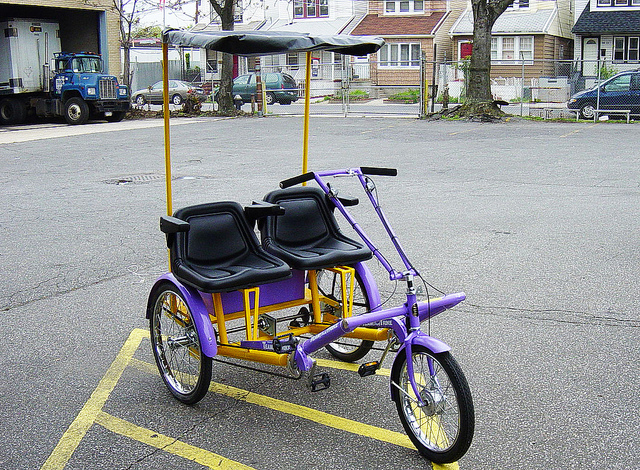
Tandem Trike Serie Team Dual von Worksman Cycles
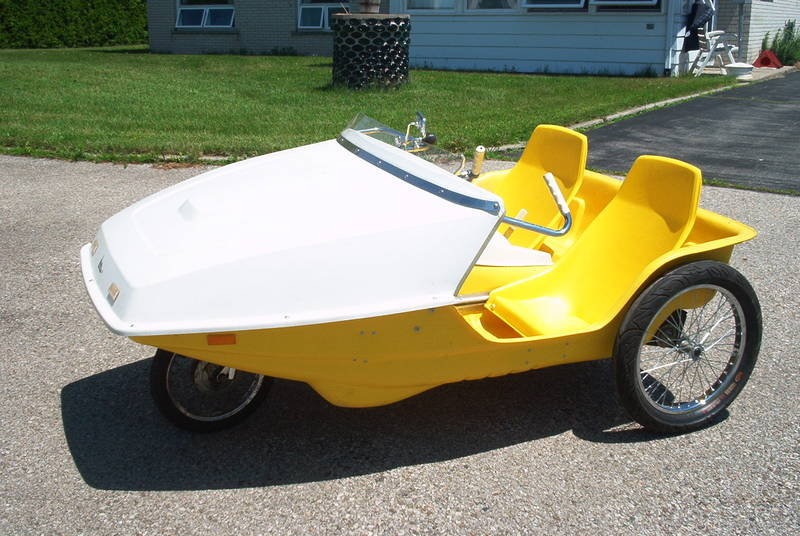
Tandem Trike PPV von EVI
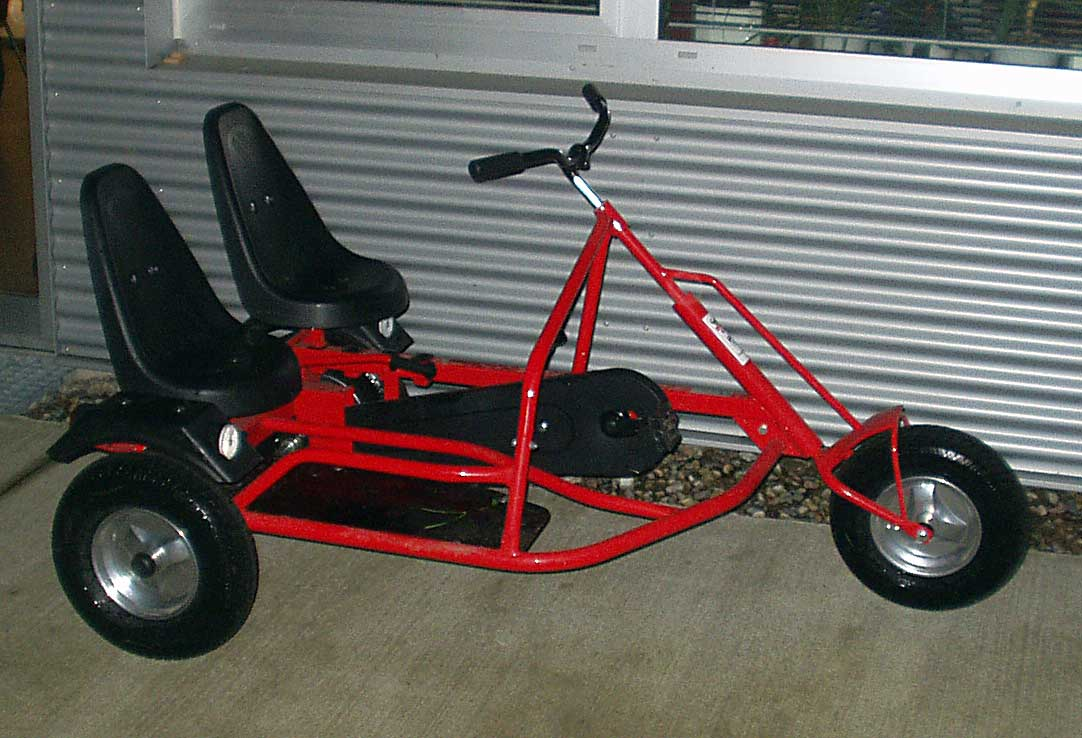
Tandem Trike mit einer Lenkstange und Paar Pedale für zwei Personen
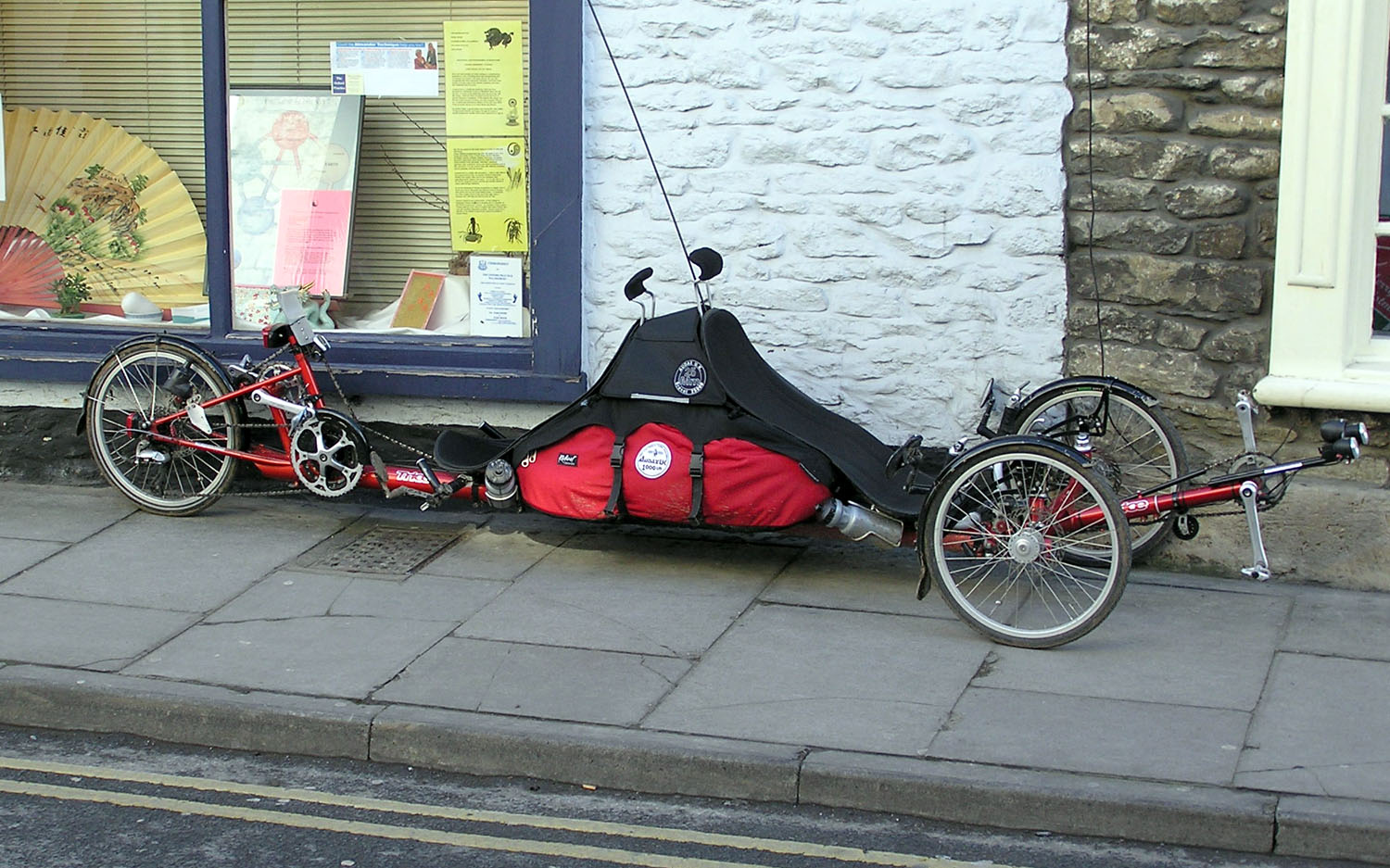
Tandem Trike auf der Straße in Malmesbury